# ۲۳ رجب
۲۳ رجب، بیست و سومین روز از ماه رجب در تقویم هجری قمری است.
در تقویم هجری قمری قراردادی این روز دویستمین روز سال است.

## درگذشتگان
- ۱۴۰۶ - محمدکاظم شریعتمداری، فقیه شیعهٔ ایرانی.